# Усть-Пихтовка
Усть-Пихтовка — село в Чарышском районе Алтайского края. До 4 марта 2022 года входило в состав сельского поселения Маралихинский сельсовет.

## История
Основано в 1873 г. В 1928 году состояло из 123 хозяйств, основное население — русские. В административном отношении являлось центром Устьпихтовского сельсовета Бащелакского района Бийского округа Сибирского края.

## Население
| 1926 | 1997 | 1998 | 1999 | 2000 | 2001 |
| ---- | ---- | ---- | ---- | ---- | ---- |
| 574  | ↘83  | ↗86  | ↗90  | ↘85  | ↘84  |
| 2002 | 2003 | 2004 | 2005 | 2006 | 2007 |
| ↘78  | →78  | ↘77  | ↘70  | ↘65  | ↘59  |
| 2008 | 2009 | 2010 | 2011 | 2012 | 2013 |
| ↘54  | ↘44  | ↗48  | ↘47  | ↘46  | ↘44  |
| 2019 |      |      |      |      |      |
| ↘25  |      |      |      |      |      |

Национальный состав
Согласно результатам переписи 2002 года, в национальной структуре населения русские составляли 100 %.